# Campionato europeo maschile di calcio 2012
Il campionato europeo di calcio 2012 o UEFA EURO 2012 (in polacco Mistrzostwa Europy w Piłce Nożnej 2012; in ucraino Чемпіонат Європи з футболу 2012?, Čempionat Jevropy z futbolu 2012), noto anche come Polonia-Ucraina 2012, è stata la quattordicesima edizione dell'omonimo torneo, organizzato dall'UEFA.
Svoltosi in Polonia e Ucraina dall'8 giugno al 1º luglio 2012, si è concluso con la vittoria della Spagna, che ha battuto l'Italia per 4-0 nella finale disputata allo stadio Olimpico di Kiev, riconfermandosi campione d'Europa.
Questa edizione è stata l'ultima in cui sono state ammesse 16 squadre alla fase finale, in quanto l'UEFA ha stabilito l'allargamento a 24 nazionali a partire dal 2016, con l'edizione disputatasi in Francia.

## Qualificazioni
Polonia e Ucraina erano ammesse di diritto alla fase finale in quanto paesi organizzatori. I rimanenti quattordici posti furono assegnati tramite un percorso di qualificazione che vide la partecipazione di 51 nazionali e lo svolgimento di 248 incontri tra l'11 agosto 2010 e il 15 novembre 2011. Il sorteggio dei gruppi di qualificazione alla fase finale si tenne a Varsavia, in Polonia, il 7 febbraio 2010, mentre il sorteggio per gli spareggi si tenne a Cracovia il 13 ottobre 2011. Esso era basato sul coefficiente UEFA e sul criterio delle teste di serie; ci fu quindi una suddivisione in due urne tra le quattro migliori e le quattro peggiori squadre. Le partite d'andata si giocarono l'11 novembre, mentre quelle di ritorno il 15 novembre.

## Assegnazione
Le seguenti città vennero proposte dalle due federazioni:
- Polonia
  - Varsavia, Chorzów, Danzica, Cracovia, Poznań, Breslavia
- Ucraina
  - Kiev, Dnipropetrovsk, Donec'k, Leopoli

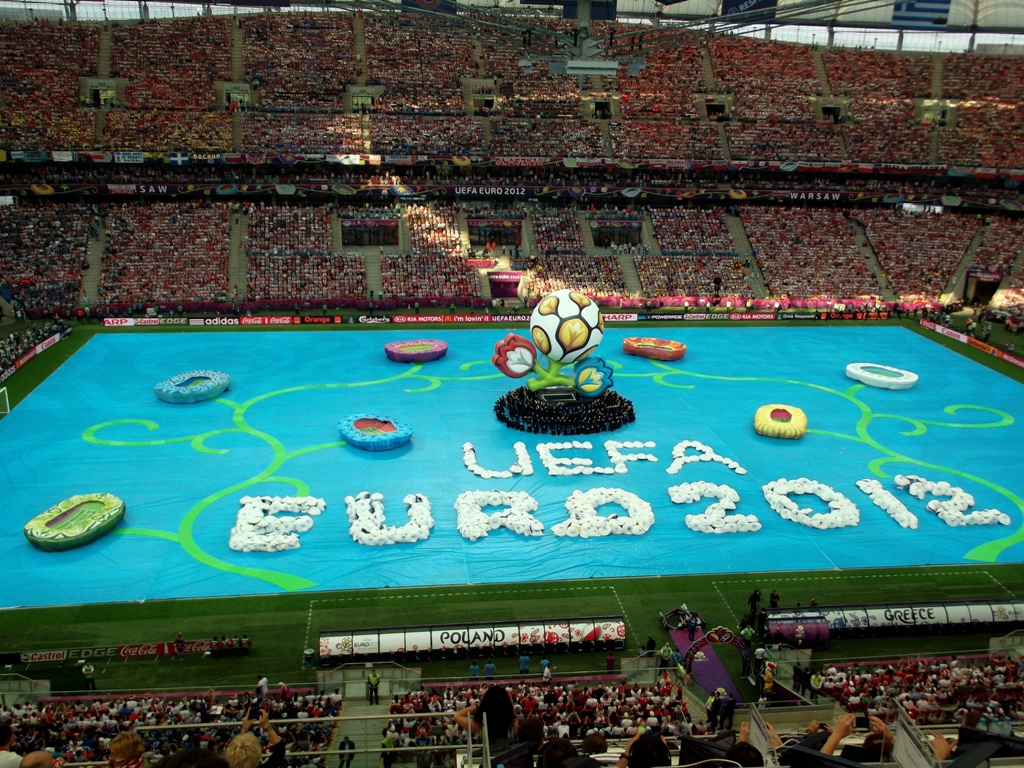
La cerimonia d'apertura di Euro 2012, svoltasi l'8 giugno 2012 allo stadion Narodowy di Varsavia

La candidatura congiunta Polonia-Ucraina venne considerata interessante da molti come modo per concentrare l'attenzione su un'area dell'Europa che vanta numerosi appassionati di calcio, ma che è meno sviluppata rispetto all'Europa occidentale, sia per il gioco espresso sia in generale.
Questa fu però inizialmente ostacolata da numerose carenze infrastrutturali. Ad eccezione di Varsavia, Kiev, ed eventualmente Cracovia, nessuna delle altre città proposte vantava esperienza nell'accogliere grandi masse di visitatori per un lungo periodo. Le infrastrutture per i trasporti erano inoltre generalmente di basso livello; dopo la loro visita, gli stessi delegati UEFA si lamentarono pubblicamente del cattivo stato dei collegamenti tra Danzica e Leopoli. Bisogna infatti anche considerare le vaste distanze geografiche, che sfiorano i 2000 km, fra le città proposte dai due paesi europei.
Il verdetto fu immediato e non fu necessario alcun ballottaggio: a sorpresa furono scelte Polonia e Ucraina, che superarono la favorita candidatura italiana e quella di Croazia e Ungheria.
Negli ultimi giorni dell'ottobre 2010, vari organi d'informazione pubblicarono la notizia secondo la quale l'assegnazione della manifestazione a Ucraina e Polonia venne favorita dalla corruzione di almeno quattro delegati del comitato esecutivo dell'UEFA da parte di esponenti della federazione calcistica dell'Ucraina.
La notizia si basava su rilevazioni fatte da Spyros Marangos, ex tesoriere della federazione calcistica di Cipro, che dichiarò:

## Stadi
La lista delle otto città che ospitarono le partite dell'Europeo 2012 fu ufficializzata dall'UEFA in una riunione a Bucarest il 14 maggio 2009, precisando che "ciascuna delle due nazioni può contare su un massimo di quattro stadi".
Il comitato esecutivo dell'UEFA aveva stabilito che la conferma della sede della finale a Kiev e degli stadi di Donec'k, Leopoli e Charkiv sarebbe stata decisa in via definitiva solo se fossero state rispettate determinate condizioni entro il 30 novembre 2009.
Dopo tale termine, il 12 dicembre 2009 la UEFA confermò tutti e quattro gli stadi ucraini, compresa la finale a Kiev, pur restando vigile sullo stato delle infrastrutture.
| Varsavia | Breslavia        | Danzica          | Poznań           |
| Stadio Nazionale di Varsavia | Stadion Miejski  | PGE Arena Gdańsk | Stadion Miejski  |
| --- | ---------------- | ---------------- | ---------------- |
| Capacità: 58 145 | Capacità: 42 771 | Capacità: 43 615 | Capacità: 43 269 |
| |                  |                  |                  |
| Varsavia Breslavia Danzica PoznańCampionato europeo maschile di calcio 2012 (Polonia) Kiev Donec'k Charkiv LeopoliCampionato europeo maschile di calcio 2012 (Ucraina) |                  |                  |                  |
| Kiev | Donec'k          | Charkiv          | Leopoli          |
| Stadio Olimpico di Kiev | Donbas Arena     | Stadio Metalist  | Arena L'viv      |
| Capacità: 70 050 | Capacità: 52 187 | Capacità: 40 003 | Capacità: 34 915 |
| |                  |                  |                  |

## Squadre partecipanti
| Pr. | Squadra     | Data di qualificazione certa | Partecipante in quanto                                                | Partecipazioni precedenti al torneo                             |
| --- | ----------- | ---------------------------- | --------------------------------------------------------------------- | --------------------------------------------------------------- |
| 1   | Polonia     | 18 aprile 2007               | Rappresentativa della nazione co-organizzatrice della fase finale     | 1 (2008)                                                        |
| 2   | Ucraina     | 18 aprile 2007               | Rappresentativa della nazione co-organizzatrice della fase finale     | -                                                               |
| 3   | Germania    | 2 settembre 2011             | 1ª classificata nel gruppo A di qualificazione                        | 10 (1972, 1976, 1980, 1984, 1988, 1992, 1996, 2000, 2004, 2008) |
| 4   | Italia      | 6 settembre 2011             | 1ª classificata nel gruppo C di qualificazione                        | 7 (1968, 1980, 1988, 1996, 2000, 2004, 2008)                    |
| 5   | Spagna      | 6 settembre 2011             | 1ª classificata nel gruppo I di qualificazione                        | 8 (1964, 1980, 1984, 1988, 1996, 2000, 2004, 2008)              |
| 6   | Paesi Bassi | 6 settembre 2011             | 1ª classificata nel gruppo E di qualificazione                        | 8 (1976, 1980, 1988, 1992, 1996, 2000, 2004, 2008)              |
| 7   | Inghilterra | 7 ottobre 2011               | 1ª classificata nel gruppo G di qualificazione                        | 7 (1968, 1980, 1988, 1992, 1996, 2000, 2004)                    |
| 8   | Russia      | 11 ottobre 2011              | 1ª classificata nel gruppo B di qualificazione                        | 9 (1960, 1964, 1968, 1972, 1988, 1992, 1996, 2004, 2008)        |
| 9   | Grecia      | 11 ottobre 2011              | 1ª classificata nel gruppo F di qualificazione                        | 3 (1980, 2004, 2008)                                            |
| 10  | Danimarca   | 11 ottobre 2011              | 1ª classificata nel gruppo H di qualificazione                        | 7 (1964, 1984, 1988, 1992, 1996, 2000, 2004)                    |
| 11  | Francia     | 11 ottobre 2011              | 1ª classificata nel gruppo D di qualificazione                        | 7 (1960, 1984, 1992, 1996, 2000, 2004, 2008)                    |
| 12  | Svezia      | 11 ottobre 2011              | Migliore tra le seconde classificate di ogni gruppo di qualificazione | 4 (1992, 2000, 2004, 2008)                                      |
| 13  | Croazia     | 15 novembre 2011             | Vincitrice dello spareggio di qualificazione                          | 3 (1996, 2004, 2008)                                            |
| 14  | Rep. Ceca   | 15 novembre 2011             | Vincitrice dello spareggio di qualificazione                          | 7 (1960, 1976, 1980, 1996, 2000, 2004, 2008)                    |
| 15  | Irlanda     | 15 novembre 2011             | Vincitrice dello spareggio di qualificazione                          | 1 (1988)                                                        |
| 16  | Portogallo  | 15 novembre 2011             | Vincitrice dello spareggio di qualificazione                          | 5 (1984, 1996, 2000, 2004, 2008)                                |

Nota bene: nella sezione "partecipazioni precedenti al torneo" le date in grassetto indicano che la nazione ha vinto quella edizione del torneo, mentre le date in corsivo indicano l'edizione ospitata da una determinata squadra.

### Convocazioni

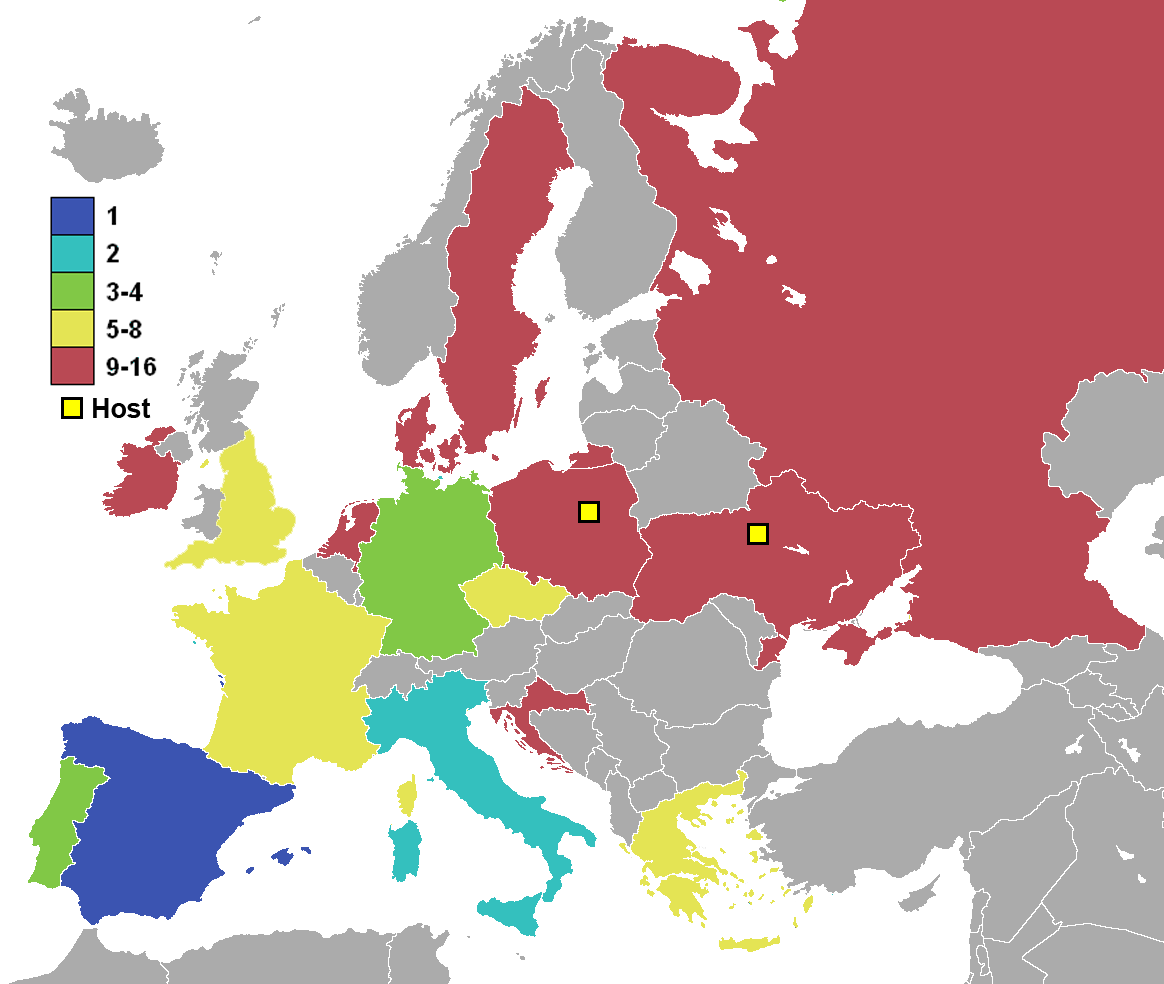
Risultati delle nazioni partecipanti.

Le liste ufficiali, composte da 23 giocatori di cui 3 portieri, dovevano essere presentate all'UEFA entro il 29 maggio 2012. Nel caso un giocatore tra i convocati s'infortuni seriamente prima della partita d'esordio della propria squadra e per questo non possa disputare la fase finale dell'Europeo, può essere sostituito da un altro giocatore.
Prima dell'inizio della rassegna europea, molti giocatori hanno dovuto rinunciare alla convocazione causa infortunio. Tra i giocatori più importanti, l'italiano Giuseppe Rossi salta l'europeo per l'infortunio al ginocchio riportato ad aprile 2012; il vice-capitano dell'Inghilterra Frank Lampard, il 30 maggio 2012 a causa di un infortunio in allenamento alla coscia deve rinunciare all'europeo. Jordan Henderson, giovane centrocampista del Liverpool prenderà il suo posto; Il 15 dicembre l'attaccante della Spagna e del Barcelona David Villa riporta la frattura della tibia della gamba sinistra che gli impedisce di partecipare alla competizione; I calciatori russi Vasilij Berezuckij e Roman Šiškin sono stati esclusi rispettivamente il 20 e il 24 maggio, il primo per un infortunio alla coscia e il secondo per problemi gastrointestinali. Vengono sostituiti rispettivamente da Roman Šaronov (che era già tra i 26 pre-convocati) e Kirill Nababkin; Il 29 maggio l'allenatore danese Olsen rimpiazza il portiere Thomas Sørensen, infortunato alla schiena, con Kasper Schmeichel; Il 23 maggio, il centrocampista portoghese Hugo Viana prende il posto di Carlos Martins per infortunio; Il 26 maggio il giocatore dell'Irlanda Paul Green sostituisce l'infortunato Keith Fahey, mentre il 29 maggio Kevin Foley è rimpiazzato da Paul McShane; L'attaccante croato Ivica Olić il 4 giugno lascia la squadra per infortunio e viene sostituito da Nikola Kalinić. Il 7 giugno anche Ivo Iličević lascia per infortunio, al posto suo viene convocato il difensore Šime Vrsaljko; il portiere ucraino Oleksandr Šovkovs'kyj è costretto a saltare la manifestazione per infortunio, venendo sostituito da Andrij Pjatov; per la Francia saltano l'europeo Younes Kaboul per infortunio, e Loïc Rémy; per l'Inghilterra invece il 25 maggio John Ruddy viene sostituito da Jack Butland dopo essersi rotto un dito. Il 28 maggio anche Gareth Barry viene escluso per infortunio e sostituito da Phil Jagielka. Il 3 giugno l'infortunato Gary Cahill viene sostituito da Martin Kelly.

## Arbitri e ufficiali di bordo campo

### Arbitri
| Nazione     | Arbitri                 | Assistenti               | Assistenti                    | Arbitri di porta         | Arbitri di porta          |
| ----------- | ----------------------- | ------------------------ | ----------------------------- | ------------------------ | ------------------------- |
| Turchia     | Cüneyt Çakır            | Bahattin Duran           | Tarik Ongun                   | Hüseyin Göçek            | Bülent Yildirim           |
| Svezia      | Jonas Eriksson          | Stefan Wittberg          | Mathias Klasenius             | Markus Strömbergsson     | Stefan Johannesson        |
| Ungheria    | Viktor Kassai           | Gábor Erős               | György Ring                   | István Vad               | Tamás Bognár              |
| Paesi Bassi | Björn Kuipers           | Sander Van Roekel        | Erwin Zeinstra                | Pol van Boekel           | Richard Liesveld          |
| Francia     | Stéphane Lannoy         | Michael Annonier         | Frédéric Cano                 | Fredy Fautrel            | Ruddy Buquet              |
| Portogallo  | Pedro Proença           | Bertino Cunha Miranda    | Ricardo Jorge Ferreira Santos | Manuel de Sousa          | Duarte Nuno Pereira Gomes |
| Italia      | Nicola Rizzoli          | Renato Faverani          | Andrea Stefani                | Gianluca Rocchi          | Paolo Tagliavento         |
| Slovenia    | Damir Skomina           | Primoz Arhar             | Matej Žunič                   | Matej Jug                | Slavko Vinčić             |
| Germania    | Wolfgang Stark          | Jan-Hendrik Salver       | Mike Pickel                   | Florian Meyer            | Deniz Aytekin             |
| Scozia      | Craig Thomson           | Alasdair Ross            | Derek Rose                    | William Collum           | Euan Norris               |
| Spagna      | Carlos Velasco Carballo | Roberto Alonso Fernández | Juan Carlos Yuste Jiménez     | David Fernández Borbalán | Carlos Clos Gómez         |
| Inghilterra | Howard Webb             | Michael Mullarkey        | Peter Kirkup                  | Martin Atkinson          | Mark Clattenburg          |

### Ufficiali di bordo campo
| Nazione   | Quarto uomo      |
| --------- | ---------------- |
| Polonia   | Marcin Borski    |
| Norvegia  | Tom Harald Hagen |
| Rep. Ceca | Pavel Královec   |
| Ucraina   | Viktor Švecov    |

## Riassunto del torneo

### Fase a gironi

#### Gruppo A

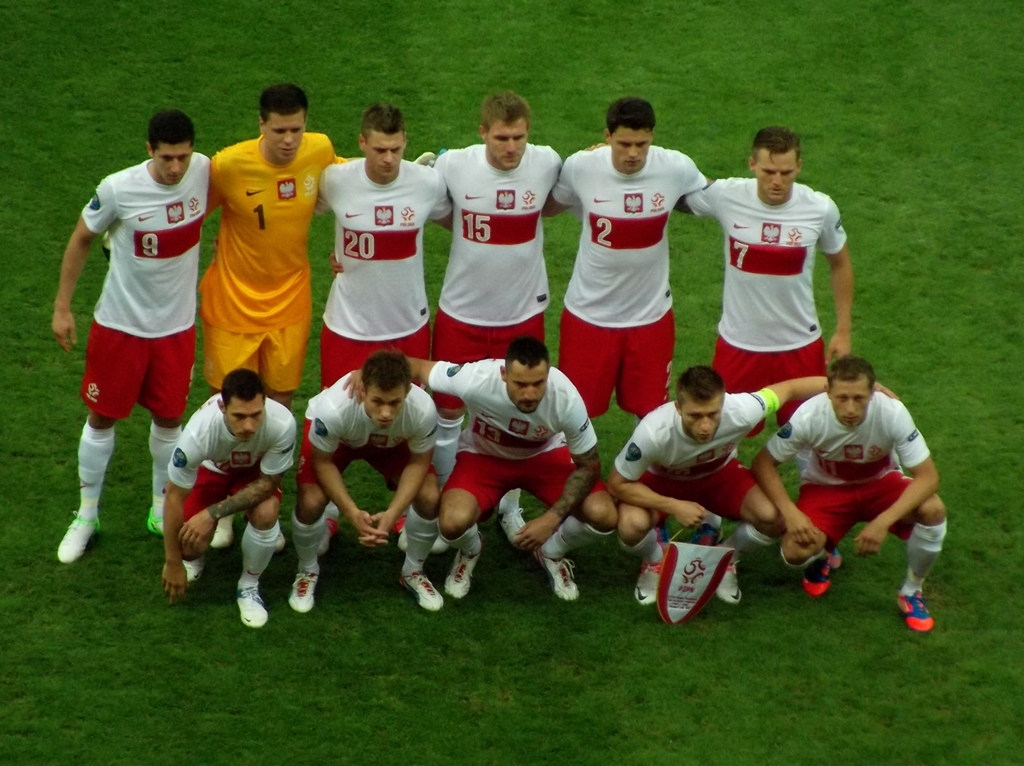
I padroni di casa della Polonia non riescono a ben figurare, chiudendo il loro girone all'ultimo posto.

Il primo raggruppamento è composto dai padroni di casa della Polonia, dalla Grecia, dalla Russia e dalla Repubblica Ceca.
La testa di serie del gruppo è la Polonia, che nella partita inaugurale del torneo pareggia 1-1 con la Grecia con le reti della punta Robert Lewandowski e di Dīmītrios Salpiggidīs. La Russia, nella seconda partita del raggruppamento, sconfigge nettamente la Repubblica Ceca con il punteggio di 4-1: i russi vanno in gol con Alan Dzagoev, che realizza una doppietta, Roman Širokov e Roman Pavljučenko, mentre i cechi realizzano il parziale 2-1 con Václav Pilař.
Nella seconda giornata la Repubblica Ceca batte la Grecia per 2-1 con le reti di Petr Jiráček e Pilař, accorcia le distanze Theofanis Gekas. In Polonia-Russia, Jakub Błaszczykowski risponde a Dzagoev, fissando il punteggio sull'1-1. All'ultima giornata la Cechia batte anche la Polonia per 1-0 (decide Jiráček) e con lo stesso punteggio la Grecia supera ed elimina la Russia grazie a una rete di Giōrgos Karagkounīs.
La Repubblica Ceca vince il gruppo A e si qualifica ai quarti assieme alla Grecia, passata come seconda classificata davanti alla Russia grazie al maggior numero di punti ottenuti negli scontri diretti.

#### Gruppo B

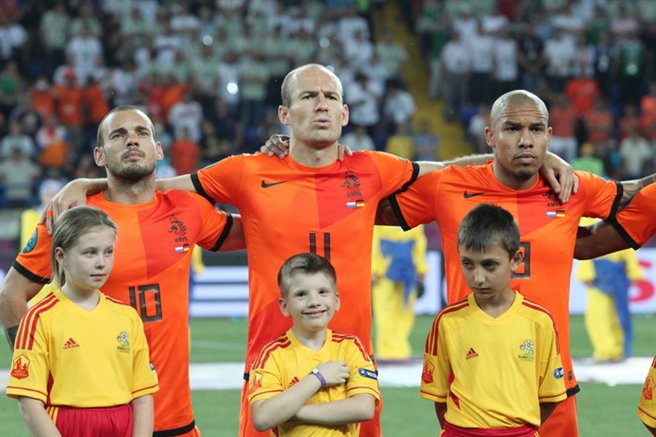
I Paesi Bassi di Sneijder e Robben deludono le aspettative, venendo eliminati nella fase a gironi dopo tre sconfitte.

Il gruppo B vede al suo interno i Paesi Bassi, finalisti al Mondiale di due anni prima, la Germania, finalista nella precedente edizione del campionato europeo, il Portogallo di Cristiano Ronaldo e la Danimarca, "anello debole" del girone.
Nel primo incontro la Danimarca sconfigge a sorpresa l'Olanda per 1-0 (decide Michael Krohn-Dehli) e, nella stessa giornata, i tedeschi si impongono con il medesimo punteggio sui lusitani con la rete di testa di Mario Gómez.
Nella seconda giornata il Portogallo vince 3-2 sulla Danimarca: Nicklas Bendtner realizza una doppietta, rimontando i gol iniziali di Pepe ed Hélder Postiga, ma all'87' Silvestre Varela regala i tre punti ai portoghesi. La Germania batte 2-1 i Paesi Bassi con una doppietta di Mario Gómez, Robin van Persie accorcia le distanze.
Alla terza giornata, Cristiano Ronaldo sale in cattedra e torna protagonista in Nazionale, trascinando il Portogallo al successo sull'Olanda per 2-1 firmando una doppietta, ribaltando il vantaggio olandese realizzato da Rafael van der Vaart. Nell'ultimo match, la Germania batte anche i danesi per 2-1 (Lukas Podolski, Krohn-Dehli e Lars Bender in gol), accedendo ai quarti di finale a punteggio pieno. Assieme alla Germania, anche il Portogallo accede ai quarti di finale grazie ai 6 punti conquistati. Danimarca a 3 e Paesi Bassi a 0 escono dalla competizione.

#### Gruppo C

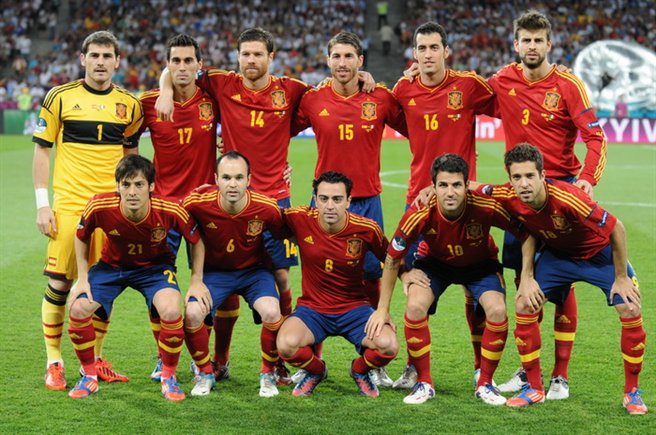
La di del Bosque, campione del mondo e d'Europa in carica, passa il turno vincendo il proprio girone.

Il gruppo C è composto dai campioni d'Europa e del Mondo della Spagna, dall'Italia, dalla Croazia e dall'Irlanda, alla sua seconda partecipazione alla fase finale di un campionato europeo dopo quella del 1988.
Nel match d'esordio si affrontano l'Italia e la Spagna: l'Italia passa in vantaggio con Antonio Di Natale, ma gli spagnoli pareggiano i conti con il gol di Cesc Fàbregas. In serata la Croazia batte nettamente la compagine irlandese per 3-1, in gol due volte Mario Mandžukić e Nikica Jelavić per i croati e Sean St Ledger per l'Irlanda.
Contro la Croazia, gli Azzurri pareggiano nuovamente per 1-1: Mandžukić risponde al gol di Andrea Pirlo su calcio di punizione. La Spagna travolge 4-0 l'Irlanda con i gol di Fernando Torres (doppietta), David Silva e Fàbregas.
All'ultima giornata, la Spagna batte di misura la Croazia nel finale, eliminandola dal torneo con un gol di Jesús Navas, mentre l'Italia sconfigge per 2-0 l'Irlanda con le reti di Antonio Cassano e Mario Balotelli. Il girone C si conclude con la Spagna prima a 7 punti, seguita da Italia (5), Croazia (4) e Irlanda (0).

#### Gruppo D

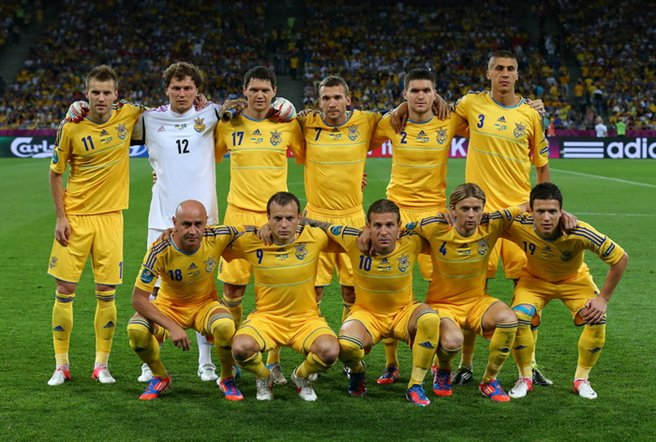
L'altro Paese organizzatore dell'Europeo, l' di Ševčenko, manca la qualificazione ai quarti all'ultima giornata.

Nel gruppo D si trovano di fronte l'altra nazionale organizzatrice del torneo, l'Ucraina guidata ancora una volta e per l'ultima volta da Ševčenko, l'Inghilterra (che ha sostituito il commissario tecnico Fabio Capello con Roy Hodgson a poche settimane dall'inizio del torneo), la Francia allenata da Laurent Blanc e la Svezia di Zlatan Ibrahimović.
Nella prima giornata, dopo il pareggio per 1-1 tra la squadra inglese e quella francese (Samir Nasri replica al vantaggio siglato da Joleon Lescott), si assiste alla vittoria dell'Ucraina per 2-1 sulla Svezia grazie alla doppietta di Ševčenko e al gol di Ibrahimović.
Nella giornata successiva si assiste a un cambiamento organizzativo dovuto al maltempo: la partita tra Ucraina e Francia viene sospesa al 5' a causa di un forte nubifragio che ha reso il campo impraticabile e ciò ha portato allo slittamento di 15' dell'inizio del successivo incontro tra Inghilterra e Svezia. Una volta che il temporale si è concluso, la partita della nazionale padrona di casa finisce con la sconfitta per 0-2 (Ménez e Cabaye), mentre nel successivo incontro gli inglesi riescono a imporsi 3-2 sugli svedesi: dopo il vantaggio inglese marcato da Andy Carroll, la Svezia ribalta il punteggio nella ripresa con l'autogol di Glen Johnson e la rete di Olof Mellberg, ma Theo Walcott e Danny Welbeck compiono la rimonta portando a casa i tre punti.
Nelle ultime due partite l'Ucraina, che è costretta a vincere per passare il turno, viene sconfitta dall'Inghilterra con un gol di Rooney che passa come prima del gruppo, mentre la Francia, pur venendo battuta per 0-2 dagli svedesi, riesce ad accedere ai quarti di finale come seconda classificata.

### Fase a eliminazione diretta

#### Quarti di finale

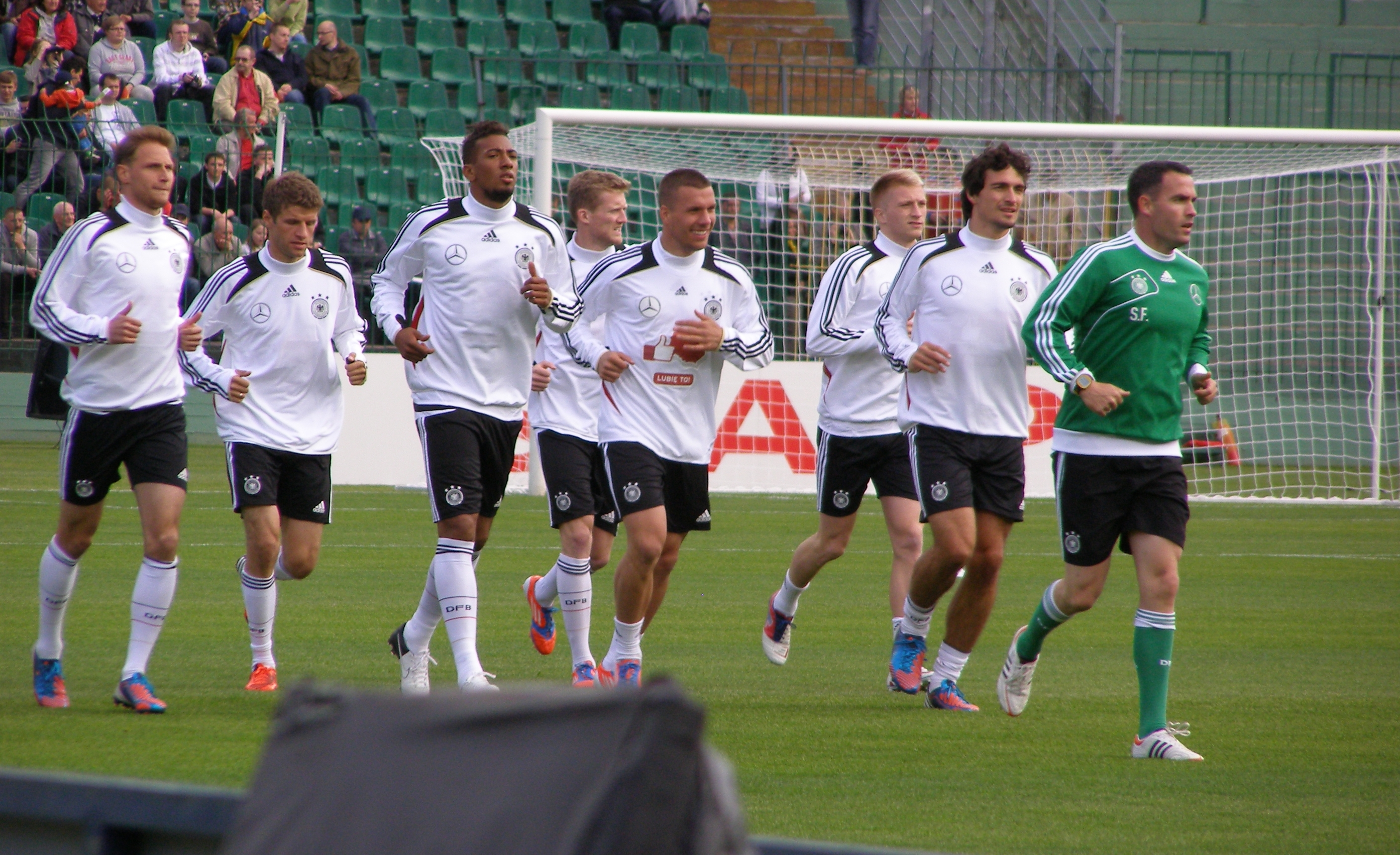
La di Löw supera ai quarti la in una particolare situazione ambientale, vista la tensione in atto tra i due Paesi sul versante politico-economico.

Dopo due giorni di riposo, il 21 giugno si disputa a Varsavia il primo quarto di finale tra Repubblica Ceca e Portogallo; l'incontro viene deciso da un colpo di testa di Cristiano Ronaldo a dieci minuti dalla fine, che fissa il punteggio sull'1-0.
Il giorno successivo, a Danzica, si disputa l'incontro tra Germania e Grecia: la squadra teutonica passa in vantaggio nel primo tempo con Philipp Lahm, ma all'inizio del secondo tempo i greci pareggiano in contropiede con un gol di Giōrgos Samaras; i tedeschi reagiscono, segnando tre reti consecutive, con Sami Khedira, Miro Klose e Marco Reus, mentre il rigore all'89º minuto di Dīmītrios Salpiggidīs fissa il punteggio sul 4-2 definitivo.
Il 23 giugno invece è la volta di Spagna-Francia, con la squadra iberica che riesce a imporsi grazie a una doppietta di Xabi Alonso.

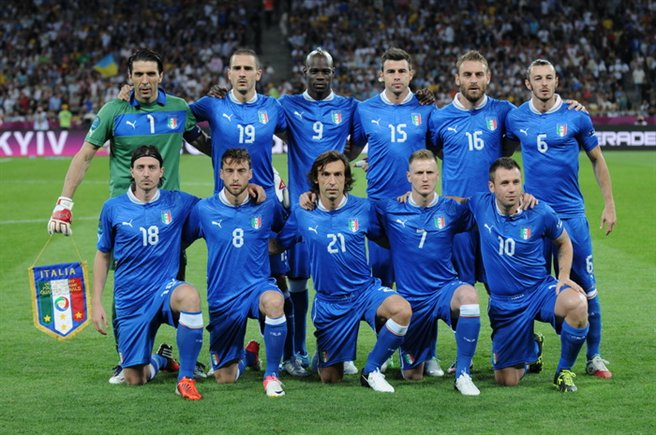
Nell'ultimo quarto di finale, l' di Prandelli deve attendere i tiri di rigore per avere la meglio sull'.

L'ultimo quarto di finale vede di fronte Italia e Inghilterra; nei tempi regolamentari le due squadre non riescono a sbloccare il risultato. Anche dopo i supplementari le porte rimangono inviolate e pertanto sono necessari i calci di rigore: l'equilibrio viene dapprima rotto dall'errore di Riccardo Montolivo che manda la palla fuori; Rooney segna e l'Inghilterra è in vantaggio; successivamente gli italiani rimontano grazie a un cucchiaio di Andrea Pirlo e a due errori degli inglesi causati da Ashley Young (che calcia sulla traversa) e Ashley Cole (il cui tiro viene parato da Gianluigi Buffon); il rigore decisivo viene trasformato da Alessandro Diamanti, qualificando l'Italia alla semifinale con il punteggio di 4-2.

#### Semifinali
Le semifinali mettono di fronte nella parte alta del tabellone la Spagna contro il Portogallo, mentre in quella bassa si trovano di fronte Germania e Italia. Nel primo incontro tra iberici e lusitani non vi sono molte occasioni da gol, perciò, dopo centoventi minuti senza reti, si arriva ai tiri di rigore: nella prima serie sbagliano sia Xabi Alonso sia João Moutinho, mentre i successivi cinque rigori vengono realizzati nell'ordine da Andrés Iniesta, Pepe, Gerard Piqué, Nani e Sergio Ramos (quest'ultimo lo trasforma con un cucchiaio); l'ottavo rigore, battuto da Bruno Alves, viene calciato sulla traversa, mentre la successiva realizzazione di Cesc Fàbregas permette alla Spagna di qualificarsi alla terza finale consecutiva tra Europei e Mondiali.

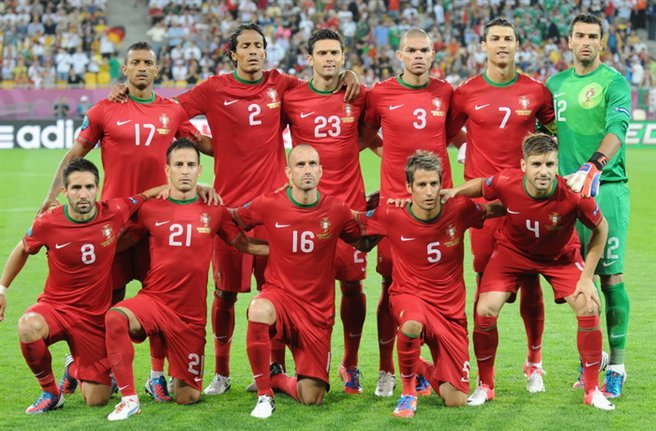
Nella prima semifinale tutta iberica, il di Cristiano Ronaldo si arrende ai rigori alla Spagna.

Nella seconda semifinale tra Germania e Italia è invece quest'ultima a imporsi con il punteggio di 2-1: nel primo tempo è Mario Balotelli a decidere l'incontro con una doppietta, mentre solo negli ultimi minuti della partita Mesut Özil realizza dal dischetto, dopo un fallo di mano di Federico Balzaretti, la rete della bandiera tedesca. Per l'Italia si tratta della terza finale europea, dopo quella del 1968 vinta sulla Jugoslavia e quella del 2000 persa contro la Francia. Con questa vittoria, inoltre, l'Italia guadagnerà un posto anche nella Confederations Cup 2013 (dovuto al fatto che la Spagna vinse l'Europeo in questione ma era contemporaneamente campione del mondo in carica).

#### Finale

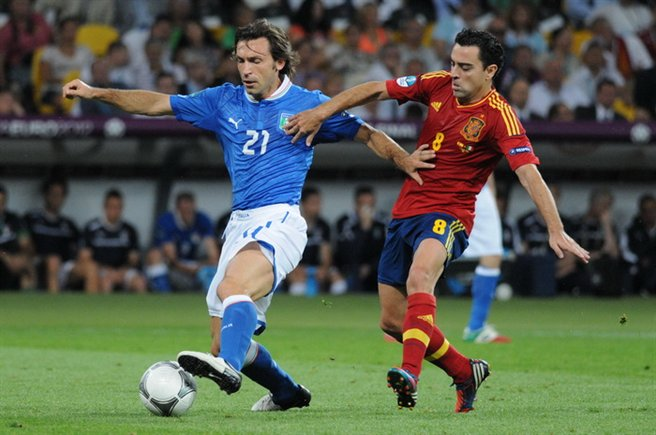
Un duello tra l'italiano Pirlo e lo spagnolo Xavi, durante una fase di gioco della finale di Euro 2012 tra Spagna e Italia.

La finale tra Spagna e Italia si gioca il 1º luglio nello stadio Olimpico di Kiev. Il primo tempo viene condotto dagli spagnoli, che dapprima al 14º minuto passano in vantaggio con David Silva su assist da fondo campo di Cesc Fàbregas e poi raddoppiano al 41' con un'azione di contropiede finalizzata da Jordi Alba. Gli italiani cercano di costruire qualche palla gol nella ripresa, ma al 62º l'infortunio di Thiago Motta, subentrato pochi minuti prima come terzo e ultimo cambio per la squadra di Prandelli, lascia con un uomo in meno gli Azzurri. Gli spagnoli chiudono la partita nel finale grazie alle reti di Fernando Torres all'84' e del neo-entrato Juan Manuel Mata all'88', consegnando alla Spagna il terzo titolo continentale e il secondo consecutivo, oltre che la terza vittoria in fila tra Europei e Mondiali.
Al termine del torneo, il centrocampista spagnolo Andrés Iniesta è votato miglior giocatore della competizione, mentre i migliori marcatori sono sei giocatori a pari merito con 3 reti ciascuno: Cristiano Ronaldo, Fernando Torres, Alan Dzagoev, Mario Mandžukić, Mario Gómez e Mario Balotelli.

## Risultati

### Fase a gironi

#### Gruppo A

##### Classifica
| Pos. | Squadra   | Pt | G | V | N | P | GF | GS | DR |
| ---- | --------- | -- | - | - | - | - | -- | -- | -- |
| 1.   | Rep. Ceca | 6  | 3 | 2 | 0 | 1 | 4  | 5  | −1 |
| 2.   | Grecia    | 4  | 3 | 1 | 1 | 1 | 3  | 3  | 0  |
| 3.   | Russia    | 4  | 3 | 1 | 1 | 1 | 5  | 3  | +2 |
| 4.   | Polonia   | 2  | 3 | 0 | 2 | 1 | 2  | 3  | −1 |

##### Incontri
| Arbitro: | Velasco Carballo |

|                 |           |                 |
| Lewandowski 17’ | Marcatori | 51’ Salpiggidīs |

| Arbitro: | Webb |

|                                              |           |           |
| Dzagoev 15’, 79’ Širokov 24’ Pavljučenko 82’ | Marcatori | 52’ Pilař |

| Arbitro: | Lannoy |

|            |           |                     |
| Gkekas 53’ | Marcatori | 3’ Jiráček 6’ Pilař |

| Arbitro: | Stark |

|                    |           |             |
| Błaszczykowski 57’ | Marcatori | 37’ Dzagoev |

| Arbitro: | Thomson |

|             |           |  |
| Jiráček 72’ | Marcatori |  |

| Arbitro: | Eriksson |

|                   |           |  |
| Karagkounīs 45+2’ | Marcatori |  |

#### Gruppo B

##### Classifica
| Pos. | Squadra     | Pt | G | V | N | P | GF | GS | DR |
| ---- | ----------- | -- | - | - | - | - | -- | -- | -- |
| 1.   | Germania    | 9  | 3 | 3 | 0 | 0 | 5  | 2  | +3 |
| 2.   | Portogallo  | 6  | 3 | 2 | 0 | 1 | 5  | 4  | +1 |
| 3.   | Danimarca   | 3  | 3 | 1 | 0 | 2 | 4  | 5  | −1 |
| 4.   | Paesi Bassi | 0  | 3 | 0 | 0 | 3 | 2  | 5  | −3 |

##### Incontri
| Arbitro: | Skomina |

|  |           |                 |
|  | Marcatori | 24’ Krohn-Dehli |

| Arbitro: | Lannoy |

|           |           |  |
| Gómez 72’ | Marcatori |  |

| Arbitro: | Thomson |

|                   |           |                                 |
| Bendtner 41’, 80’ | Marcatori | 24’ Pepe 36’ Postiga 87’ Varela |

| Arbitro: | Eriksson |

|                |           |                |
| van Persie 73’ | Marcatori | 24’, 38’ Gómez |

| Arbitro: | Rizzoli |

|                     |           |                   |
| C. Ronaldo 28’, 74’ | Marcatori | 11’ van der Vaart |

| Arbitro: | Velasco Carballo |

|                 |           |                         |
| Krohn-Dehli 24’ | Marcatori | 19’ Podolski 80’ Bender |

#### Gruppo C

##### Classifica
| Pos. | Squadra | Pt | G | V | N | P | GF | GS | DR |
| ---- | ------- | -- | - | - | - | - | -- | -- | -- |
| 1.   | Spagna  | 7  | 3 | 2 | 1 | 0 | 6  | 1  | +5 |
| 2.   | Italia  | 5  | 3 | 1 | 2 | 0 | 4  | 2  | +2 |
| 3.   | Croazia | 4  | 3 | 1 | 1 | 1 | 4  | 3  | +1 |
| 4.   | Irlanda | 0  | 3 | 0 | 0 | 3 | 1  | 9  | −8 |

##### Incontri
| Arbitro: | Kassai |

|              |           |               |
| Fàbregas 64’ | Marcatori | 61’ Di Natale |

| Arbitro: | Kuipers |

|               |           |                               |
| St Ledger 19’ | Marcatori | 3’, 48’ Mandžukić 43’ Jelavić |

| Arbitro: | Webb |

|           |           |               |
| Pirlo 39’ | Marcatori | 72’ Mandžukić |

| Arbitro: | Proença |

|                                       |           |  |
| Torres 4’, 70’ Silva 49’ Fàbregas 83’ | Marcatori |  |

| Arbitro: | Stark |

|  |           |           |
|  | Marcatori | 88’ Navas |

| Arbitro: | Çakır |

|                           |           |  |
| Cassano 35’ Balotelli 90’ | Marcatori |  |

#### Gruppo D

##### Classifica
| Pos. | Squadra     | Pt | G | V | N | P | GF | GS | DR |
| ---- | ----------- | -- | - | - | - | - | -- | -- | -- |
| 1.   | Inghilterra | 7  | 3 | 2 | 1 | 0 | 5  | 3  | +2 |
| 2.   | Francia     | 4  | 3 | 1 | 1 | 1 | 3  | 3  | 0  |
| 3.   | Ucraina     | 3  | 3 | 1 | 0 | 2 | 2  | 4  | −2 |
| 4.   | Svezia      | 3  | 3 | 1 | 0 | 2 | 5  | 5  | 0  |

##### Incontri
| Arbitro: | Rizzoli |

|           |           |             |
| Nasri 39’ | Marcatori | 30’ Lescott |

| Arbitro: | Çakır |

|                   |           |                 |
| Ševčenko 55’, 62’ | Marcatori | 52’ Ibrahimović |

| Arbitro: | Kuipers |

|  |           |                      |
|  | Marcatori | 53’ Ménez 56’ Cabaye |

| Arbitro: | Skomina |

|                                 |           |                                     |
| Johnson 49’ (aut.) Mellberg 59’ | Marcatori | 23’ Carroll 64’ Walcott 78’ Welbeck |

| Arbitro: | Kassai |

|            |           |  |
| Rooney 48’ | Marcatori |  |

| Arbitro: | Proença |

|                               |           |  |
| Ibrahimović 54’ Larsson 90+1’ | Marcatori |  |

### Fase a eliminazione diretta

#### Tabellone
|  | Quarti di finale | Quarti di finale | Quarti di finale |              |            | Semifinali | Semifinali | Semifinali |  |  | Finale | Finale | Finale |  |
|  |                  |                  |                  |              |            |            |            |            |  |  |        |        |        |  |
|  | 1A               | Rep. Ceca        | 0                |              |            |            |            |            |  |  |        |        |        |  |
|  | 1A               | Rep. Ceca        | 0                |              |            |            |            |            |  |  |        |        |        |  |
|  | 2B               | Portogallo       | 1                |              |            |            |            |            |  |  |        |        |        |  |
|  | 2B               | Portogallo       | 1                |              | Portogallo | Portogallo | 0 (2)      |            |  |  |        |        |        |  |
|  |                  |                  |                  |              | Portogallo | Portogallo | 0 (2)      |            |  |  |        |        |        |  |
|  |                  |                  | Spagna (dtr)     | Spagna (dtr) | 0 (4)      |            |            |            |  |  |        |        |        |  |
|  | 1C               | Spagna           | Spagna (dtr)     | Spagna (dtr) | 0 (4)      | 2          |            |            |  |  |        |        |        |  |
|  | 1C               | Spagna           |                  |              |            |            |            |            |  |  |        |        |        |  |
|  | 2D               | Francia          | 0                |              |            |            |            |            |  |  |        |        |        |  |
|  | 2D               | Francia          | 0                |              | Spagna     | Spagna     | 4          |            |  |  |        |        |        |  |
|  |                  |                  |                  |              |            |            |            |            |  |  |        |        |        |  |
|  |                  |                  | Italia           | Italia       | 0          |            |            |            |  |  |        |        |        |  |
|  | 1B               | Germania         | Italia           | Italia       | 0          | 4          |            |            |  |  |        |        |        |  |
|  | 1B               | Germania         |                  |              |            |            |            |            |  |  |        |        |        |  |
|  | 2A               | Grecia           | 2                |              |            |            |            |            |  |  |        |        |        |  |
|  | 2A               | Grecia           | 2                |              | Germania   | Germania   | 1          |            |  |  |        |        |        |  |
|  |                  |                  |                  |              | Germania   | Germania   | 1          |            |  |  |        |        |        |  |
|  |                  |                  | Italia           | Italia       | 2          |            |            |            |  |  |        |        |        |  |
|  | 1D               | Inghilterra      | Italia           | Italia       | 2          | 0 (2)      |            |            |  |  |        |        |        |  |
|  | 1D               | Inghilterra      |                  |              |            |            |            |            |  |  |        |        |        |  |
|  | 2C               | Italia (dtr)     | 0 (4)            |              |            |            |            |            |  |  |        |        |        |  |

#### Quarti di finale
| Arbitro: | Webb |

|  |           |                |
|  | Marcatori | 79’ C. Ronaldo |

| Arbitro: | Skomina |

|                                         |           |                                    |
| Lahm 39’ Khedira 61’ Klose 68’ Reus 74’ | Marcatori | 55’ Samaras 89’ (rig.) Salpiggidīs |

| Arbitro: | Rizzoli |

|                               |           |  |
| Xabi Alonso 19’, 90+1’ (rig.) | Marcatori |  |

| Arbitro: | Proença |

|                           |                      |                                             |
| Gerrard Rooney Young Cole | Tiri di rigore 2 – 4 | Balotelli Montolivo Pirlo Nocerino Diamanti |

#### Semifinali
| Arbitro: | Çakır |

|                          |                      |                                     |
| Moutinho Pepe Nani Alves | Tiri di rigore 2 – 4 | Alonso Iniesta Piqué Ramos Fàbregas |

| Arbitro: | Lannoy |

|                   |           |                    |
| Özil 90+2’ (rig.) | Marcatori | 20’, 36’ Balotelli |

#### Finale
| Arbitro: | Proença |

|                                        |           |  |
| Silva 14’ Alba 41’ Torres 84’ Mata 88’ | Marcatori |  |

## Statistiche

### Classifica marcatori
3 reti
- Mario Mandžukić
- Mario Gómez

- Mario Balotelli
- Cristiano Ronaldo

- Alan Dzagoev
- Fernando Torres

2 reti
- Nicklas Bendtner
- Michael Krohn-Dehli
- Dīmītrios Salpiggidīs (1 rig.)
- Petr Jiráček

- Václav Pilař
- David Silva
- Cesc Fàbregas

- Xabi Alonso (1 rig.)
- Zlatan Ibrahimović
- Andrij Ševčenko

1 rete
- Nikica Jelavić
- Yohan Cabaye
- Jérémy Ménez
- Samir Nasri
- Lars Bender
- Sami Khedira
- Miroslav Klose
- Philipp Lahm
- Mesut Özil (1 rig.)
- Lukas Podolski
- Marco Reus
- Theofanīs Gkekas
- Giōrgos Karagkounīs
- Giōrgos Samaras
- Andy Carroll
- Joleon Lescott
- Wayne Rooney
- Theo Walcott
- Danny Welbeck
- Sean St Ledger

- Antonio Cassano
- Antonio Di Natale
- Andrea Pirlo
- Rafael van der Vaart
- Robin van Persie
- Jakub Błaszczykowski
- Robert Lewandowski
- Hélder Postiga
- Pepe
- Silvestre Varela
- Roman Pavljučenko
- Roman Širokov
- Jesús Navas
- Jordi Alba
- Juan Mata
- Sebastian Larsson
- Olof Mellberg

Autoreti
- Glen Johnson (1, pro  Svezia)

### Record
- Gol più veloce:  Mario Mandžukić (Irlanda-Croazia, fase a gironi, 10 giugno, 2º minuto)
- Gol più lento:  Mesut Özil (Germania-Italia, semifinale, 28 giugno, 90+2º minuto)
- Primo gol:  Robert Lewandowski (Polonia-Grecia, partita inaugurale, 8 giugno, 17º minuto)
- Ultimo gol:  Juan Manuel Mata (Spagna-Italia, finale 1º posto, 1º luglio, 88º minuto)
- Miglior attacco:  Spagna (12 reti segnate)
- Peggior attacco:  Irlanda (1 rete segnata)
- Miglior difesa:  Spagna (1 rete subita)
- Peggior difesa:  Irlanda (9 reti subite)
- Miglior differenza reti:  Spagna (+5)
- Partita con il maggior numero di gol:  Germania-Grecia  4-2 (quarti di finale, 22 giugno, 6 gol)
- Partita con il maggior scarto di gol:  Spagna-Irlanda  4-0 (fase a gironi, 14 giugno) e  Spagna-Italia  4-0 (finale, 1º luglio) (4 gol di scarto)
- Partita con il maggior numero di spettatori:  Inghilterra-Italia  (quarti di finale, 24 giugno, 64,340 spettatori)
- Partita con il minor numero di spettatori:  Danimarca-Portogallo  (fase a gironi, 13 giugno, 31,840 spettatori)
- Media spettatori: 46,481 (4º posto nella storia degli Europei di calcio)

## Premi
Scarpa d'oro
 Fernando Torres
Giocatore del torneo
 Andrés Iniesta
Squadra del torneo
| Portieri                                    | Difensori                                                             | Centrocampisti | Attaccanti                                                                     |
| ------------------------------------------- | --------------------------------------------------------------------- | --- | ------------------------------------------------------------------------------ |
| Gianluigi Buffon Iker Casillas Manuel Neuer | Gerard Piqué Fábio Coentrão Philipp Lahm Pepe Sergio Ramos Jordi Alba | Daniele De Rossi Steven Gerrard Xavi Andrés Iniesta Sami Khedira Sergio Busquets Mesut Özil Andrea Pirlo Xabi Alonso | Mario Balotelli Cesc Fàbregas Cristiano Ronaldo Zlatan Ibrahimović David Silva |

## La squadra vincitrice
La squadra spagnola campione d'Europa 2012.
| Spagna                                  | Spagna            | Spagna          |
| Numero                                  | Giocatore         | Squadra 2012    |
| Portieri                                | Portieri          | Portieri        |
| --------------------------------------- | ----------------- | --------------- |
| 1                                       | Casillas          | Real Madrid     |
| 12                                      | Valdés            | Barcellona      |
| 23                                      | Pepe Reina        | Liverpool       |
| Difensori                               |                   |                 |
| 2                                       | Albiol            | Real Madrid     |
| 3                                       | Piqué             | Barcellona      |
| 4                                       | Javi Martínez     | Athletic Bilbao |
| 5                                       | Juanfran          | Atlético Madrid |
| 15                                      | Ramos             | Real Madrid     |
| 17                                      | Arbeloa           | Real Madrid     |
| 18                                      | Jordi Alba        | Barcellona      |
| 22                                      | Jesús Navas       | Siviglia        |
| Centrocampisti                          |                   |                 |
| 6                                       | Iniesta           | Barcellona      |
| 8                                       | Xavi              | Barcellona      |
| 10                                      | Fàbregas          | Barcellona      |
| 14                                      | Xabi Alonso       | Real Madrid     |
| 16                                      | Busquets          | Barcellona      |
| 20                                      | Cazorla           | Malaga          |
| Attaccanti                              |                   |                 |
| 7                                       | Pedro             | Barcellona      |
| 9                                       | Fernando Torres   | Chelsea         |
| 11                                      | Negredo           | Siviglia        |
| 13                                      | Mata              | Chelsea         |
| 19                                      | Fernando Llorente | Athletic Bilbao |
| 21                                      | David Silva       | Manchester City |
| Commissario Tecnico: Vicente del Bosque |                   |                 |

## Controversie

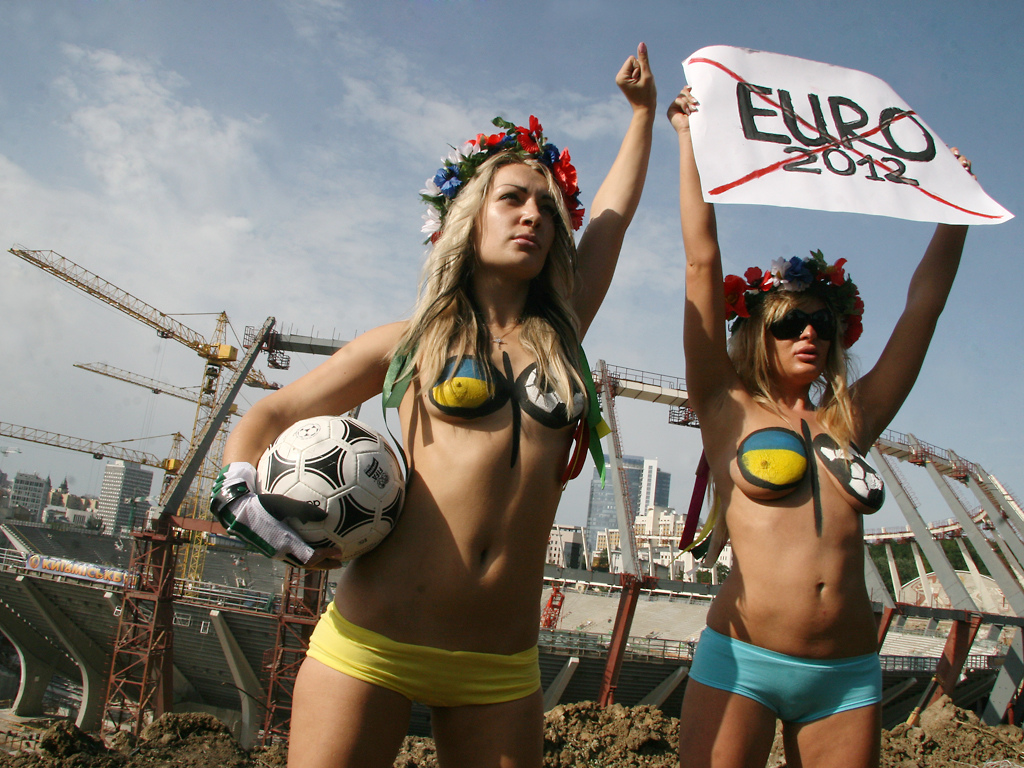
Estate 2010. Alcune manifestanti di FEMEN protestano contro l'organizzazione di Euro 2012. Le attiviste ucraine ritenevano colpevole il torneo di un aumento della prostituzione nel Paese.

### Sterminio degli animali randagi in Ucraina
Varie critiche sono state rivolte al ministro dell'ambiente ucraino e alla UEFA, che sono accusati, dalla cronaca e dalle associazioni animaliste, tra cui l'italiana OIPA, del sistematico sterminio di migliaia di animali randagi in Ucraina in vista della preparazione all'evento. Una pratica lì definita "consueta" che dal 2010 si è intensificata con finanziamenti a supporto della ribattezzata "soluzione ultima", nel più breve tempo possibile e con ogni mezzo. L'attenzione mediatica e le petizioni degli attivisti, alcuni dei quali chiedono lo spostamento dell'Europeo dall'Ucraina in Spagna o nella sola Polonia, portarono, nel novembre 2011, ad adottare la sterilizzazione e altre forme di contenimento del problema.
D'altro canto, bisogna considerare come le politiche di controllo del randagismo siano preesistenti e indipendenti rispetto all'organizzazione della manifestazione sportiva. Il randagismo rappresenta un'emergenza sociale nell'Europa dell'Est che dura da decenni. Il fenomeno, oltre che l'Ucraina, interessa anche la Bulgaria, la Romania la Serbia e molte altre aree.
È da notare inoltre come campagne similari siano state lanciate sistematicamente in concomitanza con i grandi eventi sportivi internazionali come le Olimpiadi del 2004 in Grecia, le Olimpiadi del 2008 in Cina e i Mondiali di calcio in Sud Africa.

### Il caso Julija Tymošenko

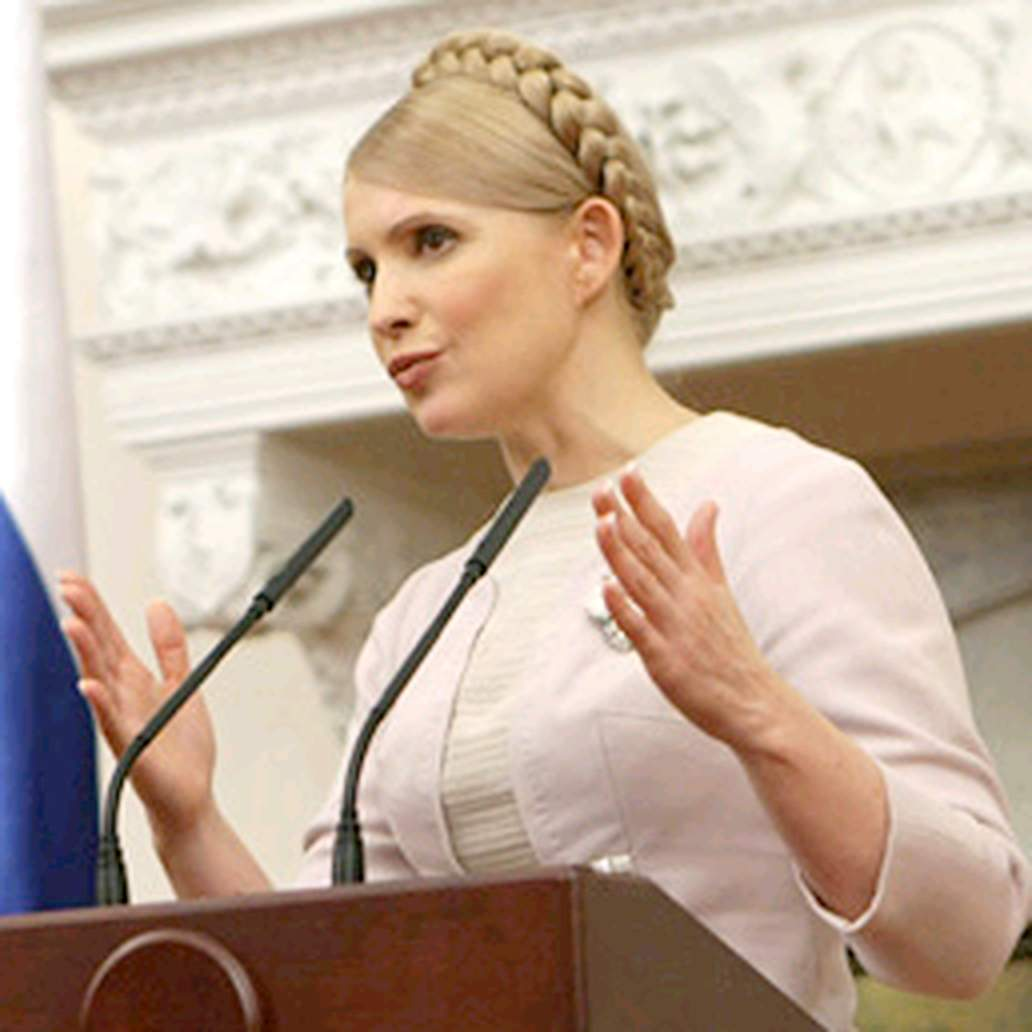
L'ex premier ucraino, Julija Tymošenko nel 2009.

Il Presidente della Commissione europea José Manuel Durão Barroso e il commissario europeo Viviane Reding dichiararono la loro intenzione di boicottare la manifestazione sportiva per protestare contro i maltrattamenti che l'ex premier ucraina Julija Tymošenko avrebbe subito durante la detenzione, mentre il ministro dell'ambiente tedesco Norbert Röttgen auspicò che anche altri politici boicottassero tale manifestazione. Anche Pier Ferdinando Casini, in un editoriale pubblicato sul quotidiano Il Messaggero, chiese di boicottare tale evento, così come proposto da Silvio Berlusconi durante il congresso del Partito Popolare Europeo, tenutosi il 1º marzo 2012.